# Szeptyce
Szeptyce lub Szeptycze – wieś w obwodzie lwowskim, rejon samborski, położona 6 km na zachód od Rudek.
Do 17 września 1939 wieś, siedziba urzędu gminy w pow. rudeckim, sąd powiatowy Rudki, sąd okręgowy w Samborze, województwo lwowskie. Właściciele ziemscy - Skałkowscy (zakup Tadeusza Skałkowskiego), w 1938 wieś liczyła ok. 500 mieszkańców.
W roku 1880 miejscowość liczyła 328 mieszkańców. Parafia katolicka w Rudkach. Parafia unicka w Woszczanach. We wsi cerkiew greckokatolicka (obecnie prawosławna kaplica).
Na północ od wsi leżą Michałowice, oraz przepływa potok Wiszenka. Na płd.-wsch. wsi wzgórze „Szeptyce”. Dnia 12 kwietnia 1469 roku w Gródku Jagiellońskim król Kazimierz IV Jagiellończyk potwierdził prawa dla Fiodora Szeptyckiego protoplaście rodu Szeptyckich oraz jego wnuków (lub siostrzeńców) Fiodora, Hliba i Sienka do posiadania dóbr Szeptyce, Woszczańce i Kanafosty.
Lustracja województwo ruskiego z roku 1686 podaje, że obszar wsi wynosił 4 i ¼ łanu oraz wyszczególnia powinności wynikłe z pańszczyzny. Dnia 21 maja 1694 król Jan III Sobieski zatwierdził Bazylego Kuparę na dożywotniego posiadacza wsi Szeptyce, w starostwie samborskim. W roku 1749 część ziemi w Szeptycach należała jeszcze do Szeptyckich. Powierzchnia wsi nie uległa zmianom do roku 1772. Do 1772 wieś podległa starostwu powiatowemu w Rudkach, klucz knupnowski.
Od 1772 własność rządu austriackiego tzw. dobra kameralne. Do 1939 powiat rudecki województwo lwowskie.